# Calomeria
Calomeria Vent. – rodzaj roślin z rodziny astrowatych (Asteraceae). Obejmuje w zależności od ujęcia systematycznego jeden (C. amaranthoides) lub dwa gatunki. Rośliny te występują w Australii i południowej Afryce.

## Systematyka
Pozycja systematyczna
Jeden z rodzajów plemienia Gnaphalieae z podrodziny Asteroideae w obrębie rodziny astrowatych (Asteraceae) z rzędu astrowców (Asterales) należącego do dwuliściennych właściwych.
Wykaz gatunków
- Calomeria africana (S.Moore) Heine
- Calomeria amaranthoides Vent.
- Calomeria epapposa (Bolus) Heine
- Calomeria infausta (J.M.Wood & M.S.Evans) Heine